# Parafia św. Marii Magdaleny w Wójtowicach
Parafia św. Marii Magdaleny w Wójtowicach – parafia znajduje się w dekanacie bystrzyckim w diecezji świdnickiej; była erygowana w XV w.

## Administratorzy
- 2018 – 2022 ks. Ryszard Mucha[1]
- 2022 – 2025 (od 2025 proboszcz)                    ks. Tomasz Krupnik[2]

## Kościół filialny

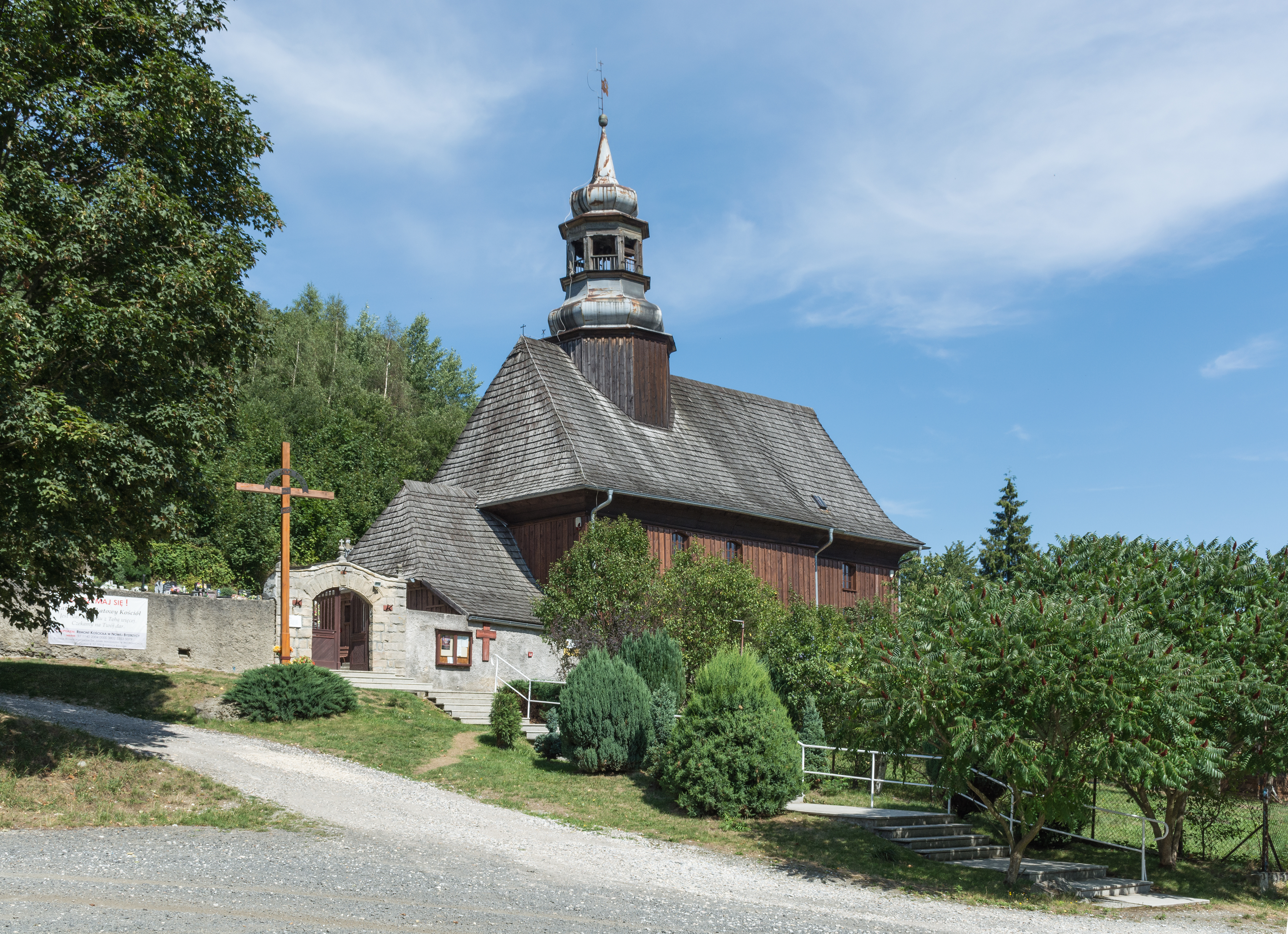
Kościół WNMP w Nowej Bystrzycy